# 프랭키 쏜
프랭키 쏜(Frankie Lou Thorn, 1964년 8월 27일 ~ )은 미국의 영화배우이다.
미네소타주에서 태어났다.

## 영화
- 콰이어트 맨 (2007년) - 제시카 라이트 역
- 스피더 (1994년)
- 배드 캅 (1992년)
- 베이브 루스 (1991년)
- 에로스의 빨간 하이힐 (1991년)
- 위험한 장난 (1990년)